# Жарко Вучковић (лекар)
Жарко Вучковић  јесте српски општи хирург и субспецијалиста за синдром болне препоне код спортиста. Директор је центра за бол у препонама клинике Аспетар (Доха, Катар) и сарадник и члан бројних спортских и других организација и тимски лекар на различитим међународним и националним такмичењима.

## Биографија
Након дипломирања на Медицинском факултету Универзитета у Београду,  специјализирао је општу хирургију у Клиничко-болничком центру Бежанијска коса. Од 2003. године ради и као стручни консултант Медицинског факултета у Београду у области опште хирургије.
Тренутно ради као Директор центра за бол у препонама Аспетар клинике у Дохи, Катар.
Упоредо са хируршким радом, сарађивао је са низом значајних спортских организација, и у њихоовој организацији учествовао као тимски лекар на различитим међународним и националним такмичењима.
Као спортски лекар (хирург) у периоду од 1998. do 2006. године био је члан Рукометног савеза Србије.  Био је и члан Медицинског организационог одбора ЕYОФ 2007 Београд, Србија и медицински саветник  Боре Милутиновића током припрема  Купа конфедерација 2009. за ирачки национални тим.

### Стручни рад
Др Жарко Вучковић, као један од светски признати стручњак у области превенције, дијагностике и третмана бола у препонама због изражене наклоности футбалу целокупан хируршким рад усмерио је ка сарадњи са бројним значајним спортским организацијама и у оквиру њих као тимски лекар на различитим међународним и националним такмичењима, дао је свој стручни допринос лечењу спортиста применом најсавременијих конзервативних и хируршких индивидуалних приступа.
Од 2010. године др Жарко Вучковић је као члан Центра за бол у препонама у Аспетар клиници, успешно дијагностиковао и лечењу болова у препонама узроковане спортским повредама код више од 400 пацијената.
Аутор је и коаутор више десетина радова објављених у значајним међународним медицинским часописима и презентованих на конгресима у Србији и иностранству.

## Одабрана дела
- Le Picard P, Reboul G, Vuckovic Z. Le traitement chirurgical des pubalgies. Science & Sports (2013) 28, 233—238.
- Doha agreement meeting on terminology and definitions in groin pain in athletes.
- Cam morphology and inguinal pathologies: is there a possible connection? J Orthop Traumatol. 2017.